# Elspeth Whyte
Elspeth Anderson Whyte, född 24 december 1926 i Hendon i Middlesex, död 24 mars 2023, senare känd som Elspeth Stephanson, var en engelsk friidrottare. Hon tävlade i damkulstötning och damdiskus i Olympiska sommarspelen 1948. År 1963 bodde hon i Queensland, Australien.